# Red CFT CRUCH
La Red de Centros de Formación Técnica del Consejo de Rectores de las Universidades Chilenas o Red CFT CRUCH, es una Asociación colaborativa de instituciones de educación técnica superior formada en 2014, que reúne a centros de formación técnica reconocidos por el Ministerio de Educación de Chile de propiedad o fundados por las universidades pertenecientes al Consejo de Rectores de las Universidades Chilenas.
Formalmente está organizada como una asociación gremial, denominada Consejo de Rectores de Centros de Formación Técnica de Propiedad de las Universidades Pertenecientes al Consejo de Rectores de las Universidades Chilenas A.G. o Consejo de Rectores CFTs CRUCH A.G., constituida en Valparaíso, el 13 de agosto de 2014, cuyo objeto es promover la racionalización, desarrollo y protección de la función común de sus asociados. El domicilio de la asociación está situado en Viña del Mar, Chile.

## Integrantes
La Red CFT CRUCH está compuesta por siete centros de formación técnica:
- Centro de Formación Técnica Lota Arauco
- Centro de Formación Técnica PUCV
- Centro de Formación Técnica Teodoro Wickel
- Centro de Formación Técnica CEDUC UCN